# Френкел, Дан
Даниел (Дан) Френкел (нидерл. Daniel "Daan" Frenkel; род. 1948[…], Амстердам) — нидерландский химик.

## Образование
Дан Френкел изучал физическую химию в Амстердамском университете.

## Научно-исследовательская работа
Дан Френкел работал председателем постдокторантской научно-исследовательской группы в Калифорнийском университете (факультет химии и биохимии). Позже он работал в компании Royal Dutch Shell при Утрехтском университете. С 1987 по 2007 год он занимался исследованиями в институте атомной и молекулярной физики в Амстердаме. 
В 2007 году получил звание профессора Кембриджского университета, а в 2011 году он стал тысяча девятьсот шестьдесят восьмым деканом химического факультета Кембриджского университета. В 2008 году он занял пост главы Тринити-колледжа в Кембридже. 
Он является членом Королевской академии науки и искусств Нидерландов с 1998 года, членом Американской национальной академии науки и искусств с 2008 года. С 2006 года он является иностранным членом Лондонского королевского общества. Лауреат премии Анесура Рахмана, которая ежегодно разыгрывается в области вычислительной физики под эгидой Американского физического общества и премии Берни Альдера. Вместе с Берендом Смитом написал книгу «Принципы компьютерного моделирования молекулярных систем», которая стала незаменимой для химиков всего мира. Книга существует в русском и китайском переводах.